# Ön, Piteå kommun
Ön är en bebyggelse i Piteå socken i Piteå kommun, Norrbottens län. SCB avgränsade här en småort från 1990 till 2023.